# Freda (Kaunas)

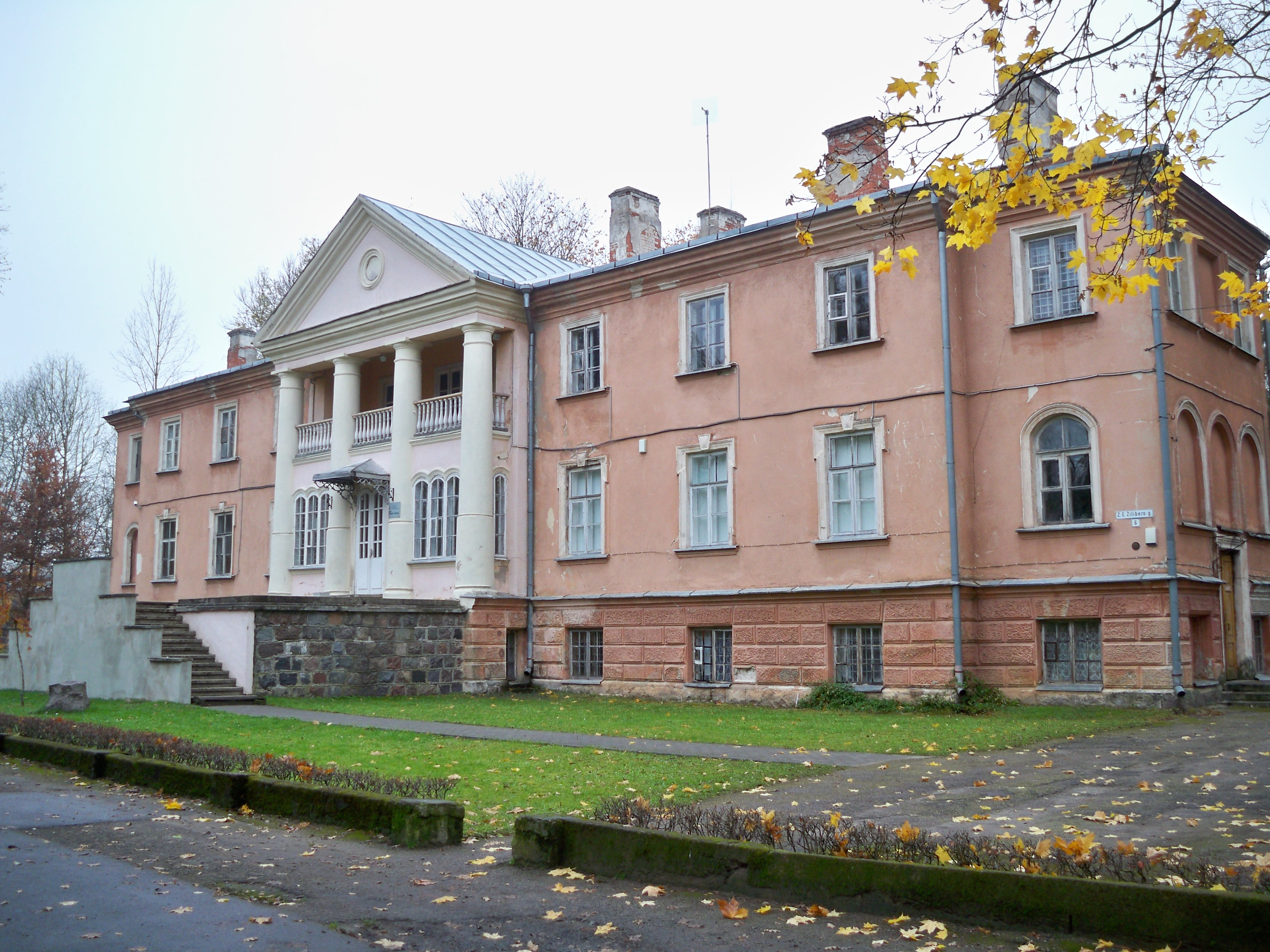
Gutshof Freda

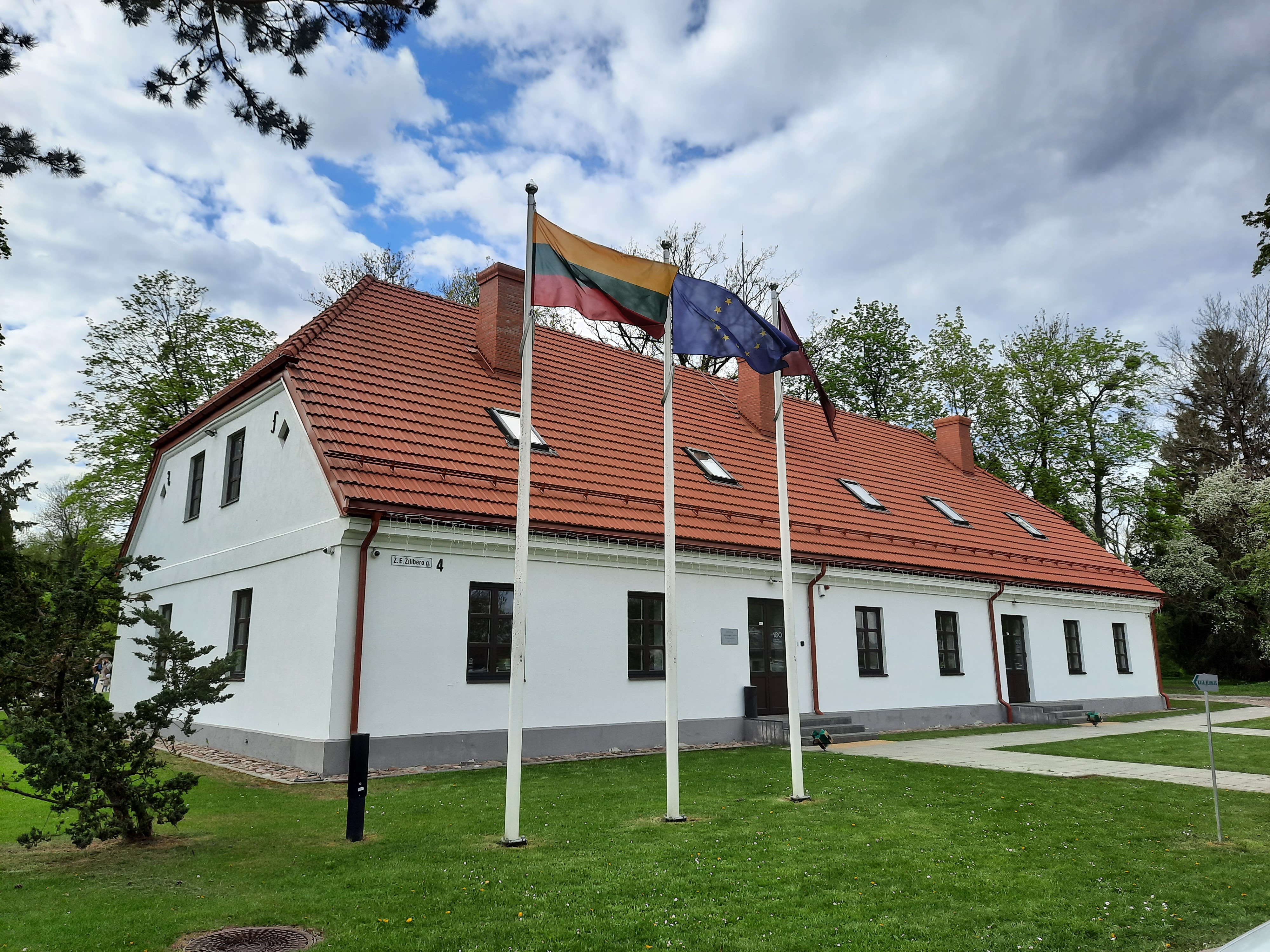
Offizin des Guts

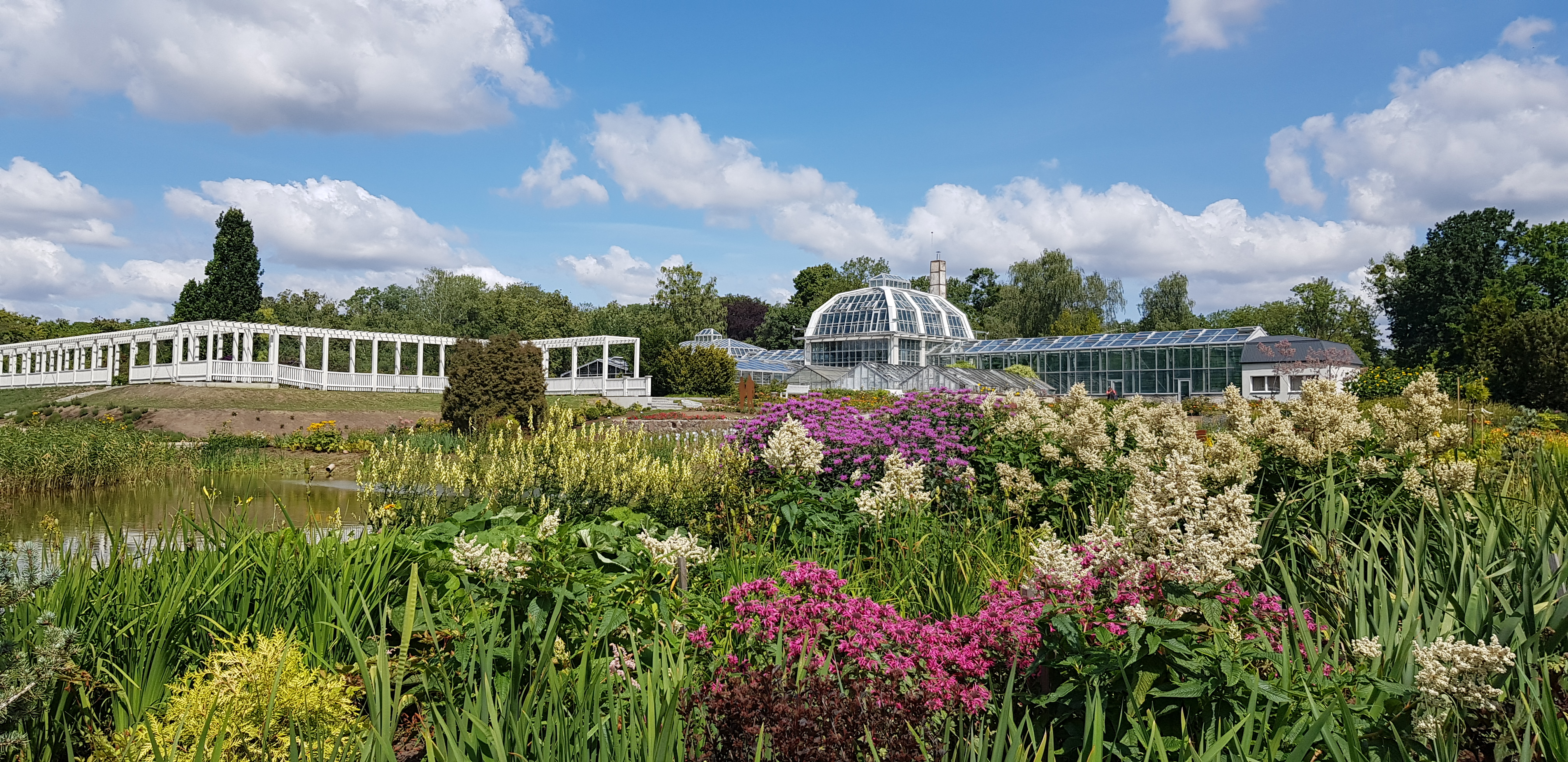
Botanischer Garten von Kaunas

Freda ist ein Stadtteil der zweitgrößten litauischen Stadt Kaunas im Amtsbezirk Aleksotas, am linken Ufer des Nemunas-Flusses, östlich von Aleksotas. Im 19. Jahrhundert war das gesamte Freda ein Teil der zentralen Befestigungszone der zaristischen Festung Kaunas. Es umfasste mehrere Gebiete zwischen Aleksotas im Westen und der Memel im Osten.

## Geschichte
1673 verlieh der litauische Kanzler Krzysztof Zygmunt Pac (1621–1684) dem italienischen Architekten Lodovico Fredo den Titel eines Adligen und schenkte ihm Land im Dorf Šidiškės. Das Gebiet wurde später nach dem Grundbesitzer Freda genannt und erstmals 1700 in den Gerichtsakten der Stadt erwähnt.

## Siedlungen
- Aukštoji Freda liegt auf der oberen Terrasse, entlang der Europastraße, berühmt für sein Herrenhaus;
- Naujoji Freda ist das heutige Gebiet Birutė II, südlich von Aukštoji Freda;
- Žemoji Freda liegt auf der unteren Terrasse, entlang der Minkovskis- und Piliakalnis-Straße, ein Industriegebiet.

## Gutshöfe
- Das Herrenhaus von Aukštoji Freda im Norden ist groß und alt im Vergleich zu anderen;
- Gut Naujoji Freda ist im Süden, kleiner und neuer als in Aukštoji Freda;
- Gutshof Seniava ganz im Süden, nördlich vom 3. Fort.